# عرايس خشب (مسلسل)
عرايس خشب (سابقاً ماريونت، كش ملك) هو مسلسل من أخراج حسام عبد الرحمن وتأليف رضا الوكيل ، تدور أحداث المسلسل حول رجل أعمال يدعي طلعت السخيلي وزوجته (هبة العسيلي) التي تفكر في الظهور في أحد البرامج التلفزيونية الشهيرة، وتستطيع التوصل إلي مذيعة البرنامج (منال الصاوي) لتطلب منها استضافتها في البرنامج، لكنها تفاجأ باعتراض زوجها طلعت علي الفكرة خوفا من فتح ملف قديم خاص بجريمة قتل راح ضحيتها أحد أصدقائه، واتهم هو بهاقبل أن تتم تبرئته. تتمكن هبة من تنفيذ فكرتها ولكنها تلقي مصرعها في أثناء تسجيل البرنامج. يشعر (طلعت) بالخوف مما قد يتضمنه الشريط الذي سجلته زوجته، وفي الوقت الذي تصر فيه المذيعة (منال) علي تقديم حلقة خاصة عن الزوجة الراحلة يحاول طلعت منعها، حرصا على إخفاء الماضي بكل ما يطويه.

## فريق العمل

### بطولة
| - مجدي كامل: طلعت السخيلي - سوزان نجم الدين - نهال عنبر - إيهاب فهمي - سهام جلال - أحمد صيام - خالد محمود | - سماح السعيد - أميرة نايف - إنعام سالوسة - سلمى غريب - حسن العدل - أسامة أسعد | - مازن الغرباوي: مروان - نورهان أبو سريع - مفيد عاشور - بسام رجب - جلال عثمان - أحمد أبو عميرة | - منى حسين - محمد زين - محمد عبده - محمد السماحي - عمرو صحصاح - أكرم وزيري | - محمد دسوقي - نانا الأبياري - ليلى مرزوق - مها أحمد: ضيفة شرف - دنيا عبد العزيز: أنغام - إبراهيم يسري |

بالاشتراك مع - محمد محمد الجندي - اشرف عبد الفضيل - محمد سعيد عبودة - سامح عبد اللطيف - سامر المنياوي - إميل شوقي - مجدي فوزي - محمد محمود دياب - جو فهمي - محمد منصور - طلعت الشريف - محمد قشطة - سيد حسين - شيماء نصار - شيرين صالح
- عصام أحمد الصاوي: طفل
- عبد الله أحمد الصاوي: طفل
- جنة أحمد: طفلة

### إداريون
| - رضا الوكيل: مؤلف - حسام عبد الرحمن: مخرج - ضياء الدين جابر: مخرج منفذ - وائل الجمل: مخرج منفذ ثان - محمد حجازي: مخرج مساعد | - شادي عبد الله: مدير التصوير - طارق سويلم: مصور - حسام الشقنقيري: مصور - تامر حطب: مصور - شركة صوت القاهرة للصوتيات والمرئيات: منتج | - مجدي خلف: كوافير - صابر الحمامي: ماكيير نهال عنبر - مصطفى عوض: الألحان والموسيقى التصويرية - وائل جسار: غناء - سعد عباس: إشراف عام |

## هوامش
ملاحظات:
- بعد انتهاء التصوير تم تغيير اسم المسلسل من (كش ملك) إلى (ماريونت) ثم إلى (عرايس خشب).
- كان من المقرر عرض المسلسل في رمضان 2013 لكن تم تأجيله ليتم عرضه في رمضان 2014 لكنه أُجل مرة آخرى بسبب عدم انتهاء عمليات التصوير لأسباب إنتاجية.  وفي عام 2015 تم الانتهاء من التصوير كاملا لكن الشركة المنتجة لم تستطع تسويقه ولذلك أجل لعام 2016 لكنه أيضاً لم يسوق فأجل لعام 2017.

## وصلات خارجية
صفحة المسلسل على موقع السينما العربية